# Tweez
| Đánh giá chuyên môn | Đánh giá chuyên môn |
| Nguồn đánh giá      | Nguồn đánh giá      |
| Nguồn               | Đánh giá            |
| ------------------- | ------------------- |
| AllMusic            | [ 1 ]               |
| Sputnikmusic        | 2.5/5               |

Tweez là album phòng thu đầu tay của ban nhạc rock người Mỹ Slint. Album được phát hành qua hãng đĩa của chính ban nhạc, Jennifer Hartman Records, năm 1989, và là đĩa nhạc duy nhất với tay bass Ethan Buckler.

## Bối cảnh
Tweez được thu âm tại Studiomedia, Evanston, Illinois, và được sản xuất bởi Steve Albini.
Tiêu đề của hầu như tất các ca khúc đều là tên bố mẹ của các thành viên, với ngoại lệ "Rhoda", theo tên chú chó của tay trống Britt Walford: "Ron" và "Charlotte" là bố mẹ Walford, "Nan Ding" và "Darlene" là bố mẹ tay guitar David Pajo, "Carol" và "Kent" là bố mẹ của tay guitar/ca sĩ Brian McMahan, "Warren" và "Pat" là bố mẹ của Ethan Buckler.

## Danh sách ca khúc
| Mặt một: Bemis | Mặt một: Bemis | Mặt một: Bemis |
| STT            | Nhan đề        | Thời lượng     |
| -------------- | -------------- | -------------- |
| 1.             | "Ron"          | 1:55           |
| 2.             | "Nan Ding"     | 1:47           |
| 3.             | "Carol"        | 3:40           |
| 4.             | "Kent"         | 5:48           |

| Mặt hai: Gerber | Mặt hai: Gerber | Mặt hai: Gerber |
| STT             | Nhan đề         | Thời lượng      |
| --------------- | --------------- | --------------- |
| 5.              | "Charlotte"     | 4:29            |
| 6.              | "Darlene"       | 3:05            |
| 7.              | "Warren"        | 2:32            |
| 8.              | "Pat"           | 3:35            |
| 9.              | "Rhoda"         | 2:36            |

## Thành phần tham gia
Slint
- David Pajo – guitar
- Brian McMahan – guitar, hát
- Britt Walford – trống, hát
- Ethan Buckler – guitar bass

Thành phần kỹ thuật
- Steve Albini (dưới tên Some Fuckin Derd Niffer) – kỹ thuật viên
- Edgar Blossom – hát trên "Warren"
- Joe Oldham – nhiếp ảnh bìa
- Lisa Owen - thiết kế bìa